# Phyllurus caudiannulatus
Phyllurus caudiannulatus är en ödleart som beskrevs av  Jeanette Adelaide Covacevich 1975. Phyllurus caudiannulatus ingår i släktet Phyllurus och familjen geckoödlor. Inga underarter finns listade i Catalogue of Life.